# Mr. Bean (serie televisiva)
Mr. Bean è una serie televisiva britannica prodotta dal 1990 al 1995 e interpretata da Rowan Atkinson nei panni di Mr. Bean. La serie è stata venduta in oltre 200 Paesi.
Nel Regno Unito la serie è stata trasmessa dal 1º gennaio 1990 al 15 dicembre 1995 su ITV. In Italia alcuni episodi della serie furono trasmessi su Canale 5 nell'estate 1995, mentre la serie completa andò in onda a partire dal 15 giugno 1997.

## Trama

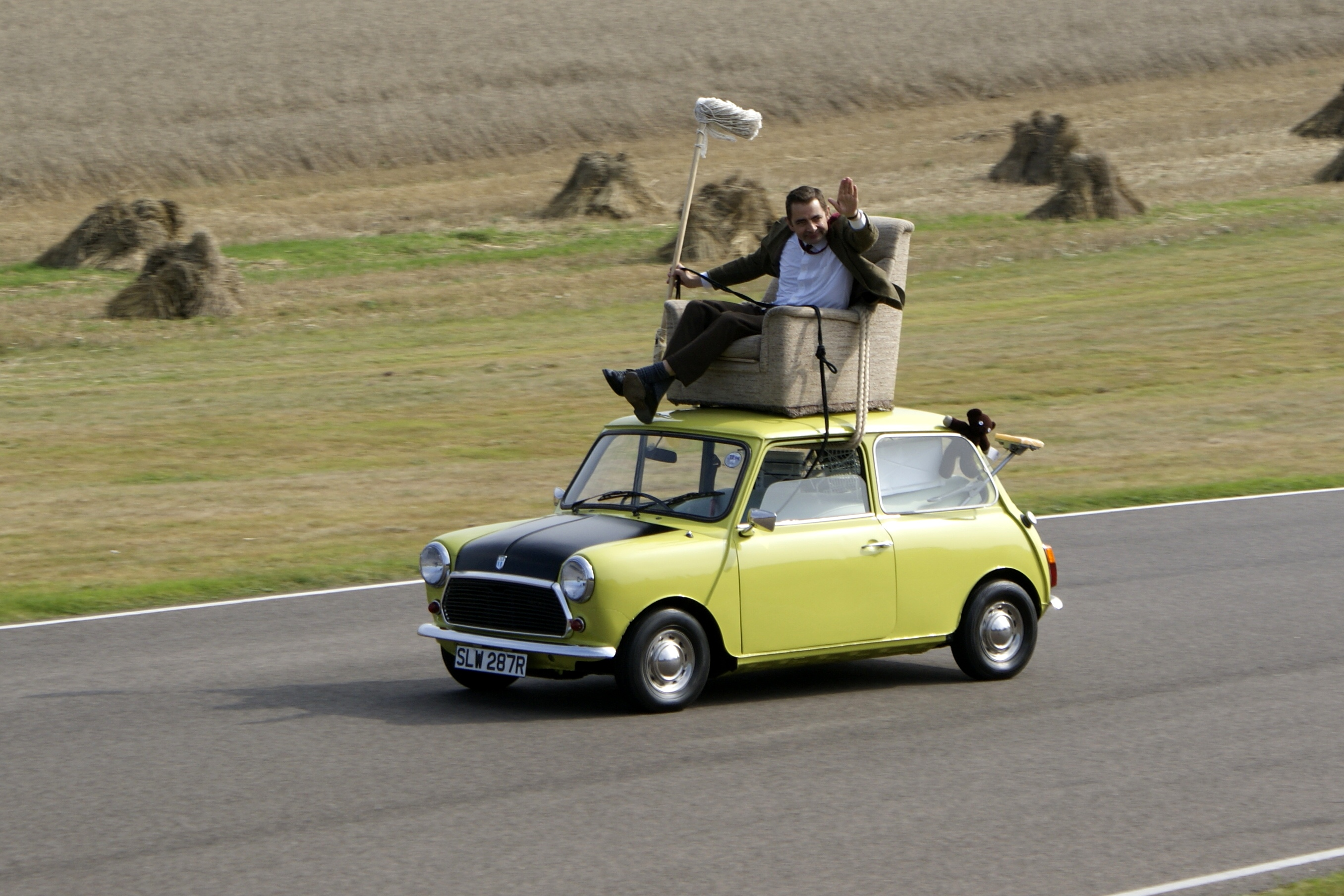
Rowan Atkinson nei panni di Mr. Bean sulla sua Mini durante il Goodwood del 2009

La serie segue le numerose avventure di Mr. Bean, simpatico e buffo ometto inglese che non parla praticamente mai. Descritto dal suo ideatore ed interprete Rowan Atkinson come "un bambino intrappolato nel corpo di un adulto", egli ha sempre molti problemi a completare anche il più semplice dei compiti, cosa che rende la sua vita quotidiana molto travagliata. In ogni episodio il protagonista deve far fronte ai più svariati imprevisti e riesce sempre a trasformare situazioni semplici in complicate, spesso vergognandosi di dover compiere azioni comuni ed interpretando come sfide nei suoi confronti alcuni comportamenti degli altri assolutamente normali; per aggirare tali problemi, si trova a dover ricorrere a ingegnosi e stravaganti metodi al fine di raggiungere i suoi obiettivi.

## Episodi
| Stagione       | Episodi | Prima TV originale | Prima TV Italia |
| -------------- | ------- | ------------------ | --------------- |
| Prima stagione | 14      | 1990-1995          | 1995            |

## Contenuti extra
Ci sono alcuni sketch che non sono mai stati trasmessi. Alcuni, come La biblioteca e La fermata dell'autobus, sono stati probabilmente pensati per essere inclusi in alcuni episodi, per essere poi tagliati. Tali sketch saranno successivamente pubblicati in VHS o DVD.
Vi sono inoltre anche altri sketch, di breve durata, che sono stati trasmessi durante la maratona televisiva Red Nose Day organizzata dall'associazione benefica Comic Relief.

### The Best Bits of Mr. Bean
Quindicesimo episodio e finale della serie televisiva. Consiste in una raccolta dei migliori momenti di Mr. Bean. Durante una giornata piovosa, quest'ultimo e Teddy si avventurano in soffitta per cercare un ombrello in modo da poter andare al parco e dare da mangiare alle anatre. Bean trova un piccolo ombrellino per l'orsetto, ma scopre che il suo è rotto. Mentre ne cerca un altro, il protagonista scopre vari oggetti delle sue avventure passate, come la volta in cui ha dovuto vestirsi da solo per andare dal dentista, quella in cui si è addormentato in chiesa, quando aveva un tacchino di Natale incastrato in testa e persino la volta in cui un carro armato ha schiacciato la sua Mini. Quando finalmente trova un ombrello, guarda fuori dalla finestra e scopre che la pioggia ha smesso. Bean esce arrabbiato dalla soffitta mentre un boomerang che aveva lanciato fuori dalla finestra in precedenza atterra finalmente sul tetto.

### La biblioteca (The Library)
Lo sketch dura oltre 9 minuti. Mr. Bean si reca in una biblioteca di libri rari e antichi, probabilmente la British Library, dove vuole leggere un libro molto prezioso che va toccato con delicatezza ed esclusivamente con i guanti. Inizia così a copiare con una matita su di un foglio bianco appoggiato sul libro. Un suo potente starnuto fa però volare via il pezzo di carta sul quale stava scrivendo senza che lui se ne accorga, quindi continua a scrivere sul raro manuale, convinto di farlo sul suo foglio. Quando finalmente se ne accorge prova prima a cancellare, poi inizia a stendere con un pennellino il suo bianchetto a vernice e infine decide di strappare la pagina ormai definitivamente rovinata; per nascondere il disastro è costretto inoltre a strapparne molte altre. Non soddisfatto del disastro riesce a scambiarlo di nascosto con quello di un altro sfortunato cliente della biblioteca: il piano funziona, ma Bean, consegnato il libro e uscito dalla biblioteca torna dentro per riprendere il segnalibro dimenticato nel libro originariamente preso in prestito, venendo così scoperto. Una scena non molto diversa, ma riadattata è presente nel film Mr. Bean - L'ultima catastrofe.

### La fermata dell'autobus (The Bus Stop)
È uno sketch di 6 minuti ed è la scena eliminata dell'episodio Mr. Bean è di nuovo in pista.

### Mr. Bean's Red Nose Day
Questo sketch di 6 minuti è stato messo in scena il 14 marzo 1997 in occasione del Red Nose Day. È stato pubblicato una sola volta (nel 1998) in VHS dalla Comic Relief.

### Blind Date
Questo sketch è un frammento di 14 minuti del programma Blind Date. Scelto come scapolo, Mr. Bean risponde delle domande su di un possibile appuntamento con sincerità, quindi compie un autentico disastro al fatidico momento, avuto luogo in un casinò. Nello sketch è anche presente l'attore Alan Cumming.

### Torvill & Bean
Mr. Bean combina un disastro durante lo spettacolo Show on Ice. Il titolo è ripreso da Torville and Dean, il nome di una nota squadra inglese di pattinaggio.

### ClassicComic Relief/Mr. Bean's Wedding
Sono 2 episodi inediti di Mr Bean assemblati in un unico episodio, della durata di oltre 7 minuti. Il protagonista provoca un disastro nel corso di un matrimonio calpestando il vestito della sposa, scatenando una rissa, in cui la sposa stessa viene colpita dal marito. Questo sketch è stato realizzato nel 2007 durante il Red Nose Day organizzato dalla Comic Relief e presenta nel cast David Haig, che aveva già fatto coppia con Atkinson nella serie The Thin Blue Line, Michelle Ryan e Matthew Macfadyen.

### Mr. Bean funeral
È uno sketch di 8 minuti e mezzo dove Mr. Bean partecipa a un funerale, questo sketch è stato girato per la Comic Relief per festeggiare il 25º anniversario del personaggio. In esso quest'ultimo partecipa a un funerale e fa del suo meglio per adattarsi. Quando l'uomo che siede accanto a lui si soffia il naso, Mr. Bean fa la stessa cosa, ma soffia forte e piange anche quando le persone iniziano a farlo. Non appena il protagonista vede un uomo inchinarsi alla bara, baciare la moglie e stringere la mano al marito, fa la stessa cosa, ma bacia appassionatamente la donna e abbraccia il consorte.
Un altro uomo dà un colpetto sulla bara, così Bean gentilmente dà pacche sulla bara prima di accarezzarla di nuovo e far finta che il defunto sia vivo, per poi spiegare che si trattava di uno scherzo. Prima di tornare al suo posto, il protagonista fa un selfie con la cassa.
Quando vede una bambina mettere un fiore sulla bara e abbracciarla, Bean fa la stessa cosa, ma dato che non ha un fiore, mette una busta di dolci bolliti su essa, tuttavia quando l'abbraccia, accidentalmente la fa cadere ma riesce a rimediare (con un po' di aiuto), tuttavia mette la parola "amore" al contrario. Non appena vede la moglie piangere, va a baciarla prima di essere trascinato via dall'uomo.
Successivamente il sacerdote dice che il funerale è per uno di nome David, Bean si rende così conto di essere nel posto sbagliato e guida velocemente fino alla chiesa accanto. Una volta arrivato, si rende conto che ha lasciato i suoi dolci bolliti all'altro funerale e rapidamente torna a recuperarli. In questo sketch hanno recitato anche Ben Miller e Rebecca Front.